# Sontheim (Zusamaltheim)
Sontheim ist ein Ortsteil der Gemeinde Zusamaltheim im schwäbischen Landkreis Dillingen an der Donau. Er wurde zum 1. Mai 1978 in die Gemeinde Zusamaltheim eingegliedert. Sontheim liegt knapp einen Kilometer südwestlich von Zusamaltheim am linken Talhang der Zusam.

## Geschichte

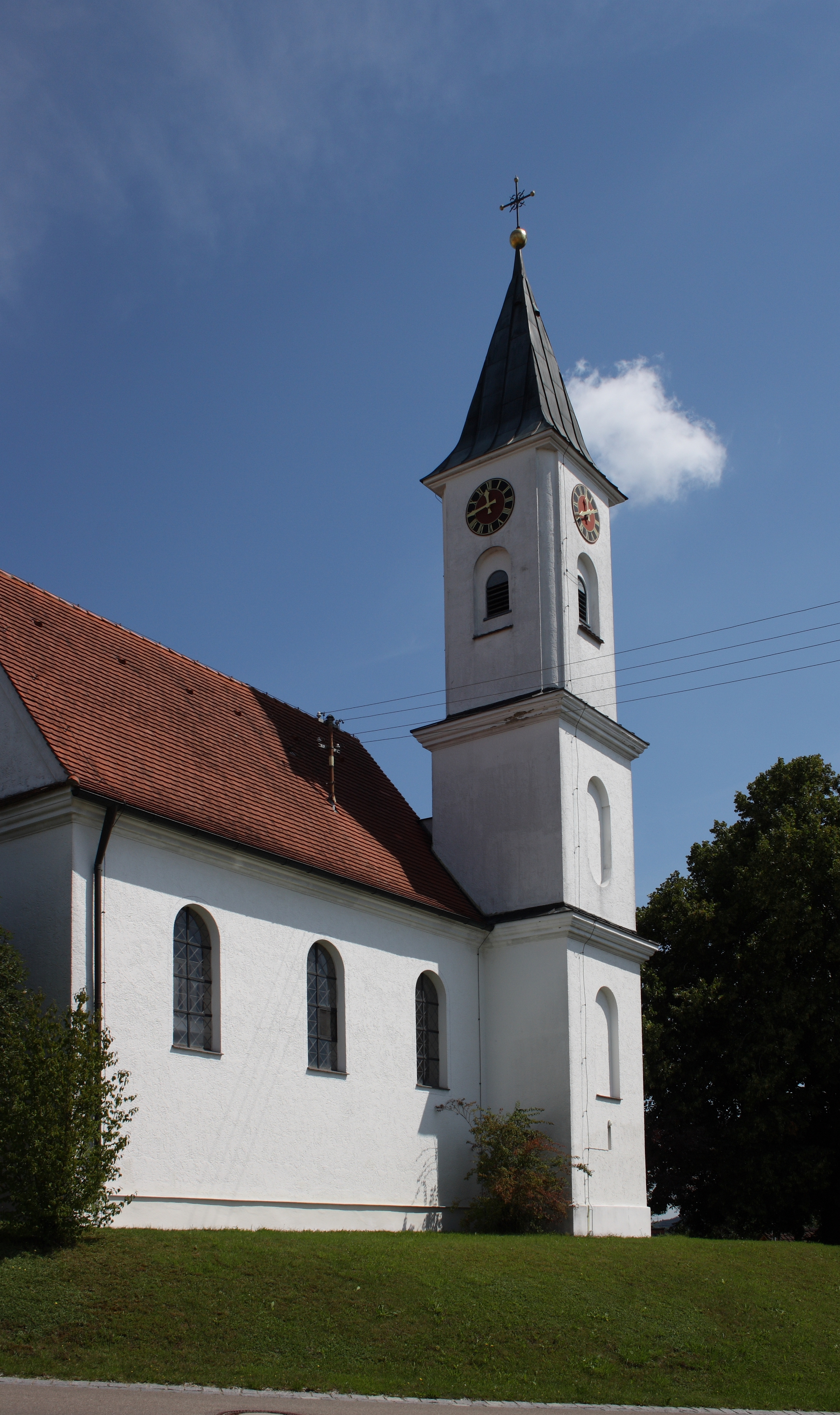
St. Stefan in Sontheim

Das Kirchdorf Sontheim wird im 11. Jahrhundert als „Suntheim“ genannt. Zur Unterscheidung von anderen Orten gleichen Namens wurde auch der Zusatz „bei Altheim“ bzw. „an der Zusam“ verwendet. Im Spätmittelalter hatte vor allem die Herrschaft Bocksberg Besitz im Ort. 1489 wurde die Herrschaft geteilt und über Gilg Rieter von Bocksberg kam der Ort an das Domkapitel in Augsburg, das den Ort seinem Obervogtamt Zusamaltheim zuteilte. Daneben waren noch die beiden Augsburger Klöster St. Georg und St. Moritz sowie die St. Martinsstiftung im Ort begütert. Durch die Säkularisation kam Sontheim 1802/03 an Bayern.

## Religionen
Die Filialkirche St. Stephan wurde 1755 errichtet. Sontheim ist zu Zusamaltheim eingepfarrt.

## Bodendenkmäler
Siehe: Liste der Bodendenkmäler in Zusamaltheim